# Kendall West
Kendall West è un Census-designated place degli Stati Uniti d'America situato nella parte centrale della Contea di Miami-Dade dello Stato della Florida.
Secondo le stime del 2010, la città ha una popolazione di 38.034 abitanti su una superficie di 9,5 km².

Kendall West è da non confondere con West Kendall, un quartiere del CDP di Kendall.